# Tony Jamieson
Tony Jamieson est un footballeur international cookien, jouant au poste de gardien de but. Il a participé à quatre campagnes de qualifications pour la Coupe du monde, entre 2002 et 2014 avec la sélection cookienne.

## Biographie

### Parcours en club
Il cumule depuis 2011 les fonctions de joueur et d'entraîneur du meilleur club des îles Cook, Tupapa Maraerenga FC.

### Parcours en sélection
Jamieson débute en sélection nationale à 26 ans, en 2000. En parallèle de son activité de joueur et d'entraîneur, il est également entraîneur des gardiens de la fédération de football de Wellington. Il devient en 2011 directeur technique national de la Fédération des îles Cook de football.

## Palmarès
Tony Jamieson remporte le championnat des îles Cook en 2001 et 2012 avec Tupapa Maraerenga FC. Il compte vingt sélections en équipe nationale dont dix-neuf rencontres sous l'égide de la FIFA et dispute quatre campagnes de qualifications pour la Coupe du monde, entre 2002 et 2014.